# Lasiopetalum pterocarpum
Lasiopetalum pterocarpum är en malvaväxtart som beskrevs av E.M.Benn. och K.A.Sheph.. Lasiopetalum pterocarpum ingår i släktet Lasiopetalum och familjen malvaväxter. Inga underarter finns listade i Catalogue of Life.